# 211376 Joethurston
211376 Joethurston este un asteroid din centura principală de asteroizi.

## Descriere
211376 Joethurston este un asteroid din centura principală de asteroizi. A fost descoperit pe 5 octombrie 2002 la Apache Point Observatory în cadrul programului Sloan Digital Sky Survey. Asteroidul prezintă o orbită caracterizată de o semiaxă mare de 2,69 ua, o excentricitate de 0,01 și o înclinație de 5,9° în raport cu ecliptica.